# Junction (Utah)
Junction is een plaats (town) in de Amerikaanse staat Utah, en valt bestuurlijk gezien onder Piute County.

## Demografie
Bij de volkstelling in 2000 werd het aantal inwoners vastgesteld op 177.
In 2006 is het aantal inwoners door het United States Census Bureau geschat op 164, een daling van 13 (-7.3%).

## Geografie
Volgens het United States Census Bureau beslaat de plaats een oppervlakte van
38,7 km², waarvan 37,2 km² land en 1,5 km² water. Junction ligt op ongeveer 1831 m boven zeeniveau.

## Plaatsen in de nabije omgeving
De onderstaande figuur toont nabijgelegen plaatsen in een straal van 36 km rond Junction.